# 606-та піхотна дивізія (Третій Рейх)
606-та піхотна дивізія (Третій Рейх) (нім. 606. Infanterie-Division) — піхотна дивізія Вермахту, що входила до складу німецьких сухопутних військ у роки Другої світової війни.

## Історія з'єднання
606-та піхотна дивізія була сформована 11 квітня 1945 року шляхом перейменування 606-ї дивізії особливого призначення (нім. Division z.b.V. 606), заснованій на території окупованих Нідерландів 7 листопада 1944 року. Дивізія формувалася за рахунок підрозділів колишньої 344-ї піхотної дивізії. Під час служби в Нідерландах з листопада по грудень 1944 року 606-та дивізія була підпорядкована LXXXVI корпусу 1-ї парашутної армії, а в січні 1945 року підпорядкована ІІ парашутному корпусу. У лютому 1945 року дивізія була дислокована до р. Одер на Східному фронті, до складу CI армійського корпусу 9-ї армії, залишивши деякі окремі підрозділи, які були передано 180-ій піхотній дивізії. 606-та дивізія брала участь у бою під Кюстріном, де узяла під свій контроль різноманітні розрізнені німецькі сили, які були охоплені хаосом останніх місяців війни, такі як 3-й танковий резервно-навчальний батальйон, надзвичайні батальйони «Потсдам», «Шпандау» і «Бранденбург» і поліцейський батальйон «Бремен».
11 квітня 1945 року, менше ніж через місяць до завершення війни, дивізія була офіційно перейменована на 606-ту піхотну дивізію, передбачалося використовувати підрозділи 541-ї фольксгренадерської дивізії, знищеної у Гайлігенбайлському «мішку» для поповнення дивізії. Позначення 606-ї дивізії як піхотної не було повсюдно вжито у німецьких джерелах останніх тижнів війни.

## Райони бойових дій
- Східна Німеччина (квітень — травень 1945)

## Командування

### Командири
- генерал-майор Рудольф Гольч (11 квітня — 8 травня 1945)

### Склад
| 1945                       |
| -------------------------- |
| 606-й інженерний батальйон |
| 1606-та протитанкова рота  |
| 1606-та рота зв'язку       |
| 1606-й полк постачання     |